# Leif Hamre
Leif Hamre (* 9. August 1914 in Molde; † 23. August 2007 in Lier) war ein norwegischer Schriftsteller und Soldat. Noch während seiner Laufbahn als Militärhubschrauberpilot verfasste er zahlreiche Kinderbücher, die große Beliebtheit erlangten und in 19 Sprachen übersetzt wurden.

## Leben
Hamre studierte an der Norwegischen Akademie der bildenden Künste in Oslo, musste sich jedoch während des Zweiten Weltkriegs den norwegischen Streitkräften anschließen. Hamre wurde in Little Norway in Kanada als Navigator ausgebildet und arbeitete daraufhin als Pilot von Seefernaufklärerflugzeugen des Typs Consolidated PBY. Nach Kriegsende blieb er als Kommandeur des Hubschrauberdienstes der norwegischen Luftstreitkräfte beim Militär. Hamre war der erste Militärhubschrauberpilot Norwegens. Im Jahr 1974 trat er als Oberstleutnant zurück. Für die Wiederentdeckung und Beschreibung von Befestigungen, die aus der Begegnung in Gjellebekk während des Großen Nordischen Krieges hervorgingen, erhielt Hamre im Jahr 2002 die Verdienstmedaille des norwegischen Königs in Silber.

## Karriere als Schriftsteller
Zwischen 1957 und 1978 verfasste Hamre sechs Bücher für Kinder und Jugendliche, von denen fünf mit dem Preis für Kultur und kirchliche Angelegenheiten für Kinder- und Jugendliteratur des norwegischen Kulturministeriums ausgezeichnet wurden. Die oft dramatische Handlung seiner Werke spielt meistens innerhalb des Luftraums und wurde zumeist dokumentarisch verschriftlicht. Das im Jahr 1971 erschienene Buch Operasjon Arktis wurde unter Regie der norwegischen Regisseurin Grethe Bøe-Waal verfilmt. Drei von Hamres Büchern wurden als Hörspiele in der Sendung Lørdagsbarnetimen des norwegischen Senders NRK gesendet.

## Werke
- 1957: Otter tre to kaller, illustriert von Arne Johnson
- 1958: Blå 2 – hopp ut
- 1959: Klart fly
- 1965: Brutt kontakt
- 1971: Operasjon Arktis
- 1978: Fly uten fører
- 1983: Til borgen! Til borgen!, roman

## Hörspiele
- Otter tre to kaller, Hörspiel mit drei Episoden, 1959
- Klart fly, Hörspiel mit zwei Episoden, 1973
- Fly uten fører, Hörspiel mit drei Episoden, 1982

## Preise und Auszeichnungen
- 1957: Literaturpreis des Ministeriums für Kultur und kirchliche Angelegenheiten, 1. Preis, für Otter tre to kaller
- 1958: Literaturpreis des Ministeriums für Kultur und kirchliche Angelegenheiten, 1. Preis, für Blå 2 – hopp ut
- 1959: Literaturpreis des Ministeriums für Kultur und kirchliche Angelegenheiten, 1. Preis, für Klart fly
- 1965: Literaturpreis des Ministeriums für Kultur und kirchliche Angelegenheiten, 1. Preis, für Brutt kontakt
- 1971: Literaturpreis des Ministeriums für Kultur und kirchliche Angelegenheiten, 2. Preis, für Operasjon Arktis
- 1993: Kulturpreis der Gemeinde Lier
- 2002: die Verdienstmedaille des norwegischen Königs in Silber